# Anaea flora
Anaea flora är en fjärilsart som beskrevs av Rudolf Bargmann 1928. Anaea flora ingår i släktet Anaea och familjen praktfjärilar. Inga underarter finns listade i Catalogue of Life.